# Aéroport international de Lattaquié
L'aéroport international de Lattaquié, connu aussi sous le nom d'aéroport international Bassel el-Assad (en arabe : مطار باسل الأسد الدولي) (code IATA : LTK • code OACI : OSLK), est un aéroport international desservant la ville de Lattaquié en Syrie. Il est situé à 20 km de Lattaquié, près de la ville de Jablé.

## Utilisation militaire
La base aérienne russe de Hmeimim (en russe : Хмеймим) est adjacente aux bâtiments de l'aéroport civil. C'est la principale base aérienne russe utilisée dans la campagne aérienne en Syrie depuis le 30 septembre 2015.

## Situation géographique

### Carte des aéroports de Syrie
| Palmyre Alep Lattaquié Damas Deir ez-Zor Kameshli |